# Liu Bolin

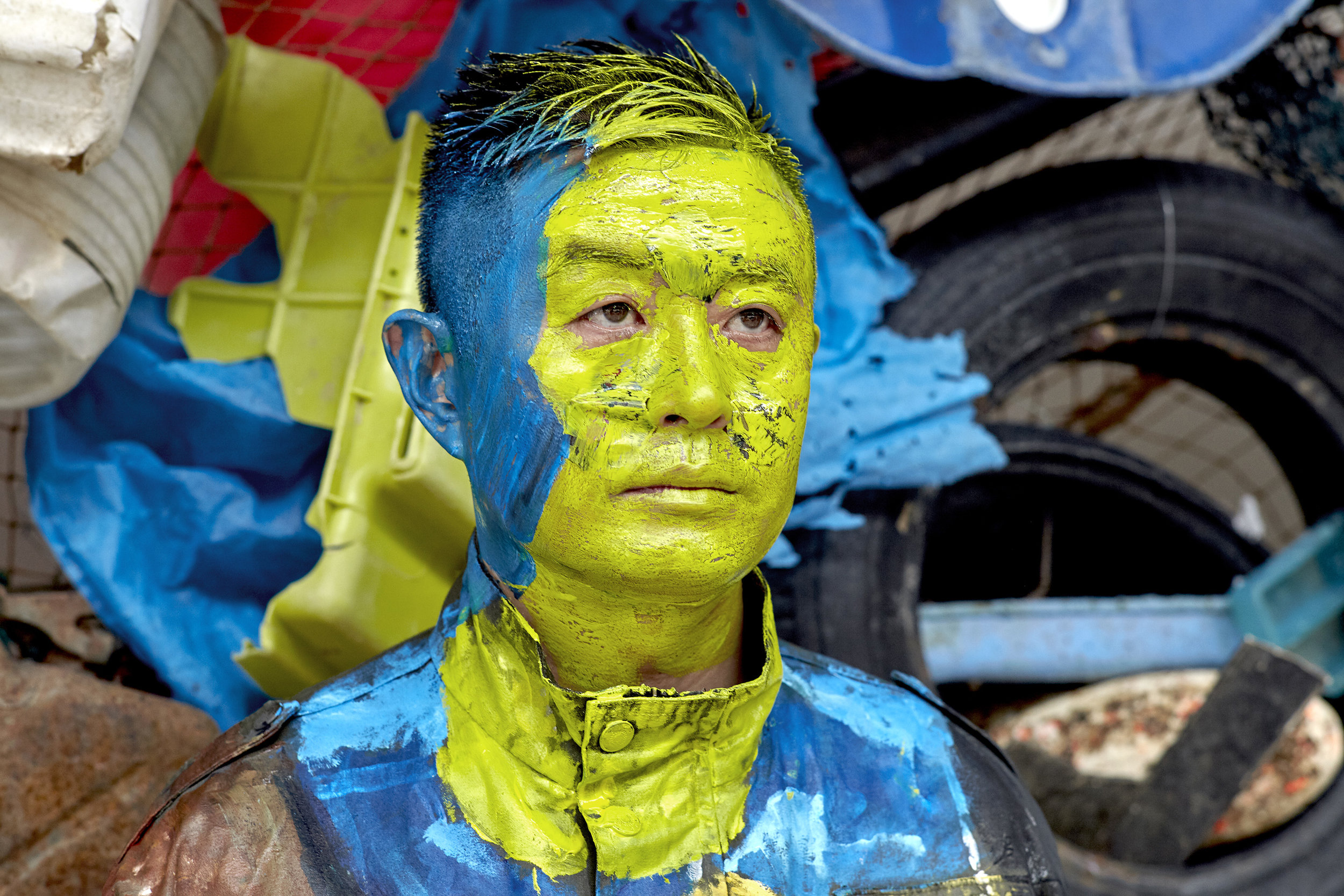

Liu Bolin (chinesisch 劉勃麟 / 刘勃麟, Pinyin Liú Bólín), (* 7. Januar 1973 in der ostchinesischen Provinz Shandong in der Volksrepublik China) ist ein chinesischer Fotograf, Bildhauer und Performancekünstler.

## Leben
Liu besuchte das Shandong Art Institute und schloss dort 1995 mit dem B. A. ab. 2001 schloss er seine Bildhauereiausbildung an der China Central Academy of Fine Arts in Peking  mit dem M. F. A. ab.
Lius erste Ausstellungen folgten in den Jahren 1999 und 2001 in der chinesischen "Provinz". Danach siedelte er sich im Pekinger Künstlerviertel Suo Jia Cun an, das im November 2005 von den Stadtbehörden wegen angeblich fehlender Baugenehmigungen abgerissen wurde. Nach diesem Ereignis begann Lius internationale Anerkennung mit Ausstellungen seiner Reihe Hiding in the City, die sowohl in Peking als auch in Frankreich, den Vereinigten Staaten und Italien gezeigt wurde. In dieser Fotoserie passt sich der Künstler dem Hintergrund an, sodass auf den Fotografien dieser Performances seine Person und die Hintergrundstruktur ineinander übergehen, so zum Beispiel die Nationalflagge der Volksrepublik, ein Bauzaun in Peking oder Graffiti in der Stadt. Im Juni 2011 
passte er sich an verschiedenen Stellen in New York City dem Hintergrund an, so posierte er zum Beispiel vor dem Bullen in der Wall Street in Manhattan.
Liu lebt und arbeitet heute (2011) in Peking.

## Ausstellungen (Auswahl)
- 1999: The Second Metal Works Exhibition, Central Academy of Fine Arts, Beijing.
- 2001: The First Sculpture Competition, Fujian, China.
- 2001: The Second Invited Sculpture Works Exhibition of Contemporary Young Sculptors, Hangzhou Art Museum, Hangzhou, China.
- 2001: Life is Beautiful, West Lake (Westsee) International Sculpture Exhibition, Hangzhou Art Museum.
- 2005: Dismantle-Dismantle-Dismantle (Abriss - Abriss - Abriss), Suo Jia Village International Arts Camp, Beijing.
- 2005: Luxury Times, Tianjin Harbour Plaza Cheung Chau, Chinese Contemporary Sculpture Exhibition, Tianjin, China.
- 2005: Beijing Calligraphy Exhibition, Must Be Art Centre, Kunstbezirk Dashanzi, Beijing.
- 2005: Contemporary Art Exhibition of Dismantle, Xiyuantanlu Business Hotel, Beijing.
- 2006: Grey and Red, Kunstbezirk Dashanzi, Beijing.
- 2006: Opening of Beijing Destillery Art Studio, Beijing Wine Factory Art Zone, Beijing.
- 2006: Skulpturen-Ausstellung zu Ehren der Olympischen Spiele in Beijing im Jahre 2008, Jintai Museum, Beijing.
- 2006: Demolish CHINA, Fabrik 751, Kunstbezirk Dashanzi, Beijing.
- 2006: Reference inside and outside, Nanjing, China.
- 2006: Red star, Red star, Red star, Kunstbezirk Dashanzi, Beijing.
- 2006: Gruppenausstellung: Qingzhou International Contemporary Art Exhibition, Museum Qingzhou, Shandong.
- 2006: Satellite Exhibition, Shanghai.
- 2006: Beijing View Exhibition, Ner Art Project, Kunstbezirk Dashanzi, Beijing.
- 2006: Visit by Yourself, Songzhuang Kunstzone, Beijing.
- 2006: China Contemporary Art Exhibition, Galerie Bertin-Toublanc, Paris.
- 2007: The Invisible Man, Fotografiska, Stockholm, ferner: Vänermuseet, Lidköping und Eli Klein Fine Art, New York City.
- 2007: The First „Breathing“ Shandong Modern Art Exhibition, Jinan, Shandong.
- 2007: Off Centre Generation - Post -1970s Group Exhibition, Fabrik 751, Kunstbezirk Dashanzi, Beijing.
- 2007: Resettling - Suo Jia Village Modern Art Exhibition, Beijing International Arts Camp II, Ka Tsuen, Beijing.
- 2012: Hide in the City, Multimedia Art Museum, Moskau, Moskau, Russische Föderation.
- 2015: Interact: Deconstructing Spectatorship: East Wing Biennial[2], The Courtauld Institute of Art, London, England